# カタラン擬素数
数学において、カタラン擬素数(Catalan pseudoprime)とは、次の合同式を満たす奇数の合成数nのことである。
{\displaystyle (-1)^{\frac {n-1}{2}}\cdot C_{\frac {n-1}{2}}\equiv 2\mod n.}ここで、{\textstyle C_{m}}はm番目のカタラン数を表す。